# Urban von Feilitzen
Olof Otto Urban von Feilitzen, född den 23 maj 1834 i Skeda socken i Östergötland, död där den 14 september 1913, var en svensk essayist och kritiker under signaturen Robinson. Han var bror till Carl von Feilitzen, svärson till Adolf Fredrik Lindblad och far till Anna Casparsson.

## Biografi
Trots att von Feilitzen redan som barn intresserade sig för humanistiska studier, måste han böja sig för släktens traditioner och bli officer och 1853 utnämndes han till underlöjtnant. Han tog 1885 avsked som kapten. Sedan han 1859 gift sig med Lotten Lindblad, dotter till Adolf Fredrik Lindblad, levde han som lantjunkare på sin egendom Löfvingsborg i Östergötland och delade sin tid mellan militärtjänsten, jordbruket och sina litterära intressen. 
Urban von Feilitzen hade särskild förkärlek för anglosaxisk litteratur. Fransk-tyska kriget och Pariskommunen väckte hans intresse för dagens frågor och medförde ett demokratiskt genombrott hos honom. Först vid 40 års ålder framträdde han som författare under pseudonymen Robinson med en subtil äktenskapsnovell, Erik Werner, och en svårläst men djupsinnig och värdefull avhandling Protestantismens Mariakult, där han vände sig mot befarade överdrifter hos kvinnoemancipationen och med en mängd iakttagelser framhöll olikheten mellan manlig och kvinnlig begåvning. Boken kom att få stor betydelse för Ellen Key, som under lång tid var Urban von Feilitzens förtrogna vän. Många av hans tankar går igen i hennes broschyr Missbrukad kvinnokraft. 
Det var intresset för kvinno- och äktenskapsfrågan, som i första hand förenade Urban von Feilitzen med åttiotalisterna. Auktoritet som åttiotalets främste kritiker vann han genom Ibsen och äktenskapsfrågan (1882). Feilitzen delade Ibsens höga uppfattning av kvinnan och kämpade liksom han för engiftesidén. Ett urval av sina kritiska uppsatser utgav han i Realister och idealister (1885). Hans kritik utmärktes av hög idealitet och rättrådighet, men framställningen är ofta omständlig och tung, präglad av hans autodidaktik.

### Översättning
- Eliot, George (1884). Tal i arbetarefrågan / af "Felix Holt" ; öfversättning af Robinson. Helsingborg. Libris 2604544